# Saulvaux
 Saulvaux  es una población y comuna francesa, en la región de Lorena, departamento de Mosa, en el distrito de Commercy y cantón de Vaucouleurs.
La comuna se fundó en 1973 por la fusión de Saulx-en-Barrois, Vaux-la-Grande y Vaux-la-Petite.

## Demografía
| 157 | 153 | 121 | 108 | 126 | 115 |
| Para los censos de 1962 a 1999 la población legal corresponde a la población sin duplicidades (Fuente: INSEE [Consultar]) |     |     |     |     |     |